# أليانز أرينا
أليانز أرينا (بالألمانية: Allianz Arena) هو ملعب كرة القدم الرئيسي في مدينة ميونخ الألمانية وكان يلعب عليه قطبا المدينة بايرن ميونخ وميونخ 1860 حتى تم التوصل لاتفاق حل عقد إيجار نادي ميونخ 1860 في عام 2017 وأصبح الملعب ملكاً لنادي البايرن ميونخ وحده ، وقد تم افتتاحه في 31 مايو 2005، وتبلغ طاقته الإستيعابية 67,812 متفرج (مباريات دولية) و 71,437 متفرج (مباريات محلية). ويعتبر من أجمل ملاعب العالم وأكثرها استيعابا للجماهير حيث تصل طاقته الإستيعابية إلى 80,074 متفرج. وقد سمي الملعب بهذا الاسم نسبة إلى شركة التأمينات الألمانية أليانز، بعد قيامها بتمويل المشروع، وسيحمل الملعب اسم الشركة لمدة 30 سنة.
و هو أحد الملاعب التي أنشئت خصيصاً لكأس العالم 2006 بألمانيا، فبدأ العمل في أكتوبر 2002 وانتهى في أبريل 2005. وأعتبر بعد أنشائه أحد أروع وأحدث الأستادات في العالم لذلك تم أختياره ليكون الملعب الذي يحتضن المباراة الأفتتاحية لكأس العالم بين ألمانيا وكوستاريكا. بالإضافة لمباريات كأس العالم 2006 استضاف ملعب الأليانز أرينا نهائي دورى أبطال أوروبا 2012 بين بايرن ميونخ وتشيلسي. وكان لاعب بايرن ميونخ الإنكليزي أوين هارغريفز هو صاحب أول هدف أحرز في هذا الملعب خلال مباراة بايرن ميونخ وبوروسيا مونشنغلادباخ في الدوري الألماني وأنتهت 3/0 للبايرن.

## سعة الملعب
يمكن للملعب احتضان من 66 ألف متفرج إلى 69 ألف، تحتوي الطبقة السفلى للملعب على 20 ألف مقعد والطبقة المتوسطة على 24 ألف مقعد والطبقة العلوية على 22 ألف مقعد، يمكن إضافة 10 آلاف مقعد إضافي في الطبقة السفلى إن دعت الحاجة وبذلك ستزيد الطاقة الأستيعابية إلى ما يقدر بـ 30 ألف متفرج، يحوي الملعب 2000 مقعد لكبار رجال الأعمال والشخصيات المهمة و 400 مقعد لرجال الصحافة ويوجد أيضا 174 مقعد متحرك لـ (للمقعدين).
في الدوري الألماني تسمح اللوائح الداخلية بدخول حوالي 69 ألف متفرج إلى الملعب لكن في المباريات الدولية لا يمكن دخول الملعب الا لـ 66 ألف متفرج وفقاً للوائح الاتحاد الأوروبي. في عام 2013 تم إضافة 2000 مقعد ليصبح العدد الاجمالي للمقاعد 71000.

## البناء والتصميم

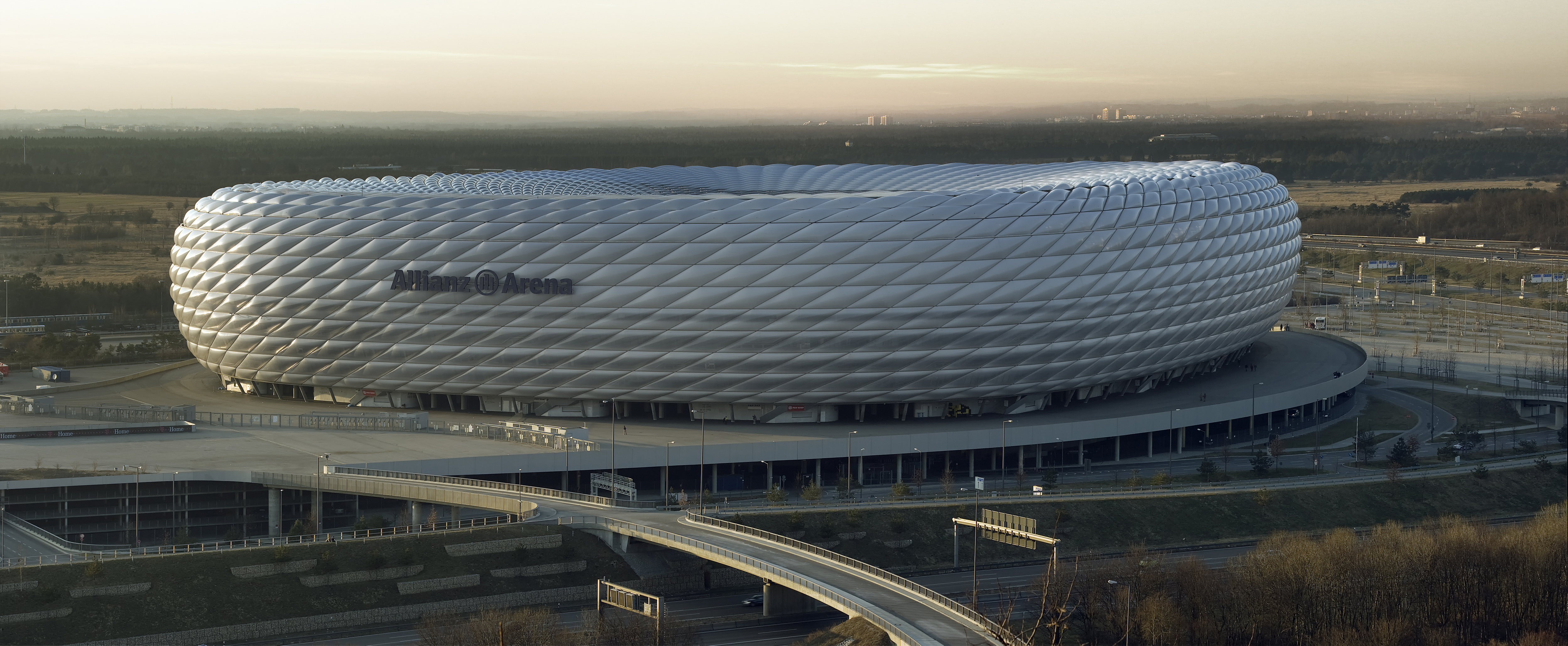
ملعب أليانز أرينا في وضح النهار

واجهة الملعب مصنعة من 2874 طبقة مملوءة بالهواء بضغط متساوي على كل الجهات والمستويات، وهذه الطبقات شفافة بسمك يقدر بـ 0.2 ملم، وهي مقاومة جداً وغير قابلة للاشتعال ويمكن أن تكون مضيئة بشكل مستقل عن بعضها البعض وتظهر الألوان الثلاثة: الأبيض والأحمر والأزرق، وتمتاز بوجود ثقوب صغيرة تسمح للواجهة بأن تظهر بلون موحد ومميز وأيضاً تسمح بمرور الضوء إلى داخل الملعب للحفاظ على اخضرار العشب الطبيعي.
يتشكل الجزء الذي يحيط بالميدان من 96 إطار من الخرسانة والأسمنت أما السقف فيتكون من 9000 طن من الأسمنت الصلب. لإضاءة الملعب لمدة ساعة واحدة فقط يكلف حوالي 50 يورو أي حوالي 75 دولار. استخدم 120 ألف متر مكعب من الأسمنت الصلب لبناء الملعب و 22 ألف طن من الفولاذ.